# 郭寧妃
寧妃郭氏（ねいひ かくし、? - 1384年以降）は、明の洪武帝の妃。濠州の人。

## 生涯
郭山甫の娘。朱元璋（後の洪武帝）の側室にいたった。鞏昌侯郭興（後は李善長の獄に追座して除爵された）・武寧侯郭英は兄弟である。
明の洪武3年（1370年）、寧妃に封ぜられた。李淑妃が亡くなると、後宮のことをつかさどった。 その後は記録がない。外史によると、洪武帝に憎まれ、肢解刑で処刑された。あるいは、殉死を命じられたと考えられている。

## 子女
- 崇寧公主
- 汝寧公主
- 魯王 朱檀

## 伝記資料
- 『明太祖実録』
- 『明史』